# Figlie dell'Immacolata Concezione
Le Figlie dell'Immacolata Concezione, dette di Buenos Aires (in spagnolo Hijas de la Inmaculada Concepción de Buenos Aires), sono un istituto religioso femminile di diritto pontificio: le suore di questa congregazione pospongono al loro nome la sigla F.I.C.

## Storia
La congregazione deriva da quella omonima fondata a Casino da suor Maria Fabiano: nel 1893 Maria Eufrasia Iaconis, nipote della fondatrice, fu inviata assieme ad altre sette religiose a Buenos Aires e aprì nuove case in Argentina.
Nel 1901 l'istituto di Casino fu soppresso e Mariano Antonio Espinosa, arcivescovo di Buenos Aires, riunì le case argentine in una nuova congregazione, detta delle Figlie della Divina Madre, approvata dallo stesso Espinosa il 24 settembre 1904.
In occasione del 50º anniversario della proclamazione del dogma dell'Immacolata Concezione, con il permesso di papa Pio X, le suore riadottarono il titolo di Figlie dell'Immacolata Concezione; ricevettero il pontificio decreto di lode il 14 febbraio 1934 e l'approvazione definitiva della Santa Sede il 5 agosto 1941.

## Attività e diffusione
Le suore si dedicano all'istruzione e all'educazione cristiana della gioventù, all'assistenza ad anziani e infermi, alle opere sociali.
Sono presenti nelle Americhe (Argentina, Brasile, Cile, Messico) e in Europa (Italia, Spagna); la sede generalizia è a Buenos Aires.
Alla fine del 2008 la congregazione contava 122 religiose in 23 case.